# NGC 7190
NGC 7190 هي مجرة تتبع كوكبة الفرس الأعظم. اكتشفها إدوارد ستيفان في 23 يوليو 1870.

## روابط خارجية
- NGC 7190 على موقع ويكي سكاي: DSS2, SDSS, GALEX, IRAS, Hydrogen α, X-Ray, Astrophoto, Sky Map, Articles and images